# Onze d’or
Onze d’or ist eine von der französischen Fachzeitschrift Onze Mondial vergebene Auszeichnung, mit der jährlich der beste in Europa spielende Fußballspieler ausgezeichnet wird.

## Geschichte
Der Preis wird seit 1976 vergeben, seit 1991 gibt es zudem eine Auszeichnung für den Trainer des Jahres. Rekordtitelträger bei den Spielern ist Lionel Messi mit vier Auszeichnungen gefolgt von  Michel Platini, Zinédine Zidane und Cristiano Ronaldo, welche jeweils dreimal geehrt wurden. Bei den Trainern dominiert Arsène Wenger mit vier Auszeichnungen vor Alex Ferguson und Pep Guardiola, die dreimal gewannen.

## Modus
Die Leser des Magazins bestimmen ihre ideale Mannschaft, die aus beliebigen in Europa tätigen Spielern besteht. Die drei meistgewählten Spieler werden von der Zeitschrift ausgezeichnet, der Erstplatzierte erhält die Onze d’or, der Zweitplatzierte die Onze d’argent und der Drittplatzierte die Onze de bronze.

## Bisherige Titelträger

### Spieler
| Jahr    | Onze d’or             | Onze d’argent        | Onze de bronze        |
| ------- | --------------------- | -------------------- | --------------------- |
| 1976    | Rob Rensenbrink       | Kevin Keegan         | Dominique Rocheteau   |
| 1977    | Kevin Keegan          | Michel Platini       | Allan Simonsen        |
| 1978    | Mario Kempes          | Hans Krankl          | Rob Rensenbrink       |
| 1979    | Kevin Keegan          | Trevor Francis       | Rob Rensenbrink       |
| 1980    | Karl-Heinz Rummenigge | Kevin Keegan         | Horst Hrubesch        |
| 1981    | Karl-Heinz Rummenigge | Paul Breitner        | Jan Ceulemans         |
| 1982    | Paolo Rossi           | Alain Giresse        | Paulo Roberto Falcão  |
| 1983    | Michel Platini        | Falcão               | Karl-Heinz Rummenigge |
| 1984    | Michel Platini        | Jean Tigana          | Preben Elkjær Larsen  |
| 1985    | Michel Platini        | Preben Elkjær Larsen | Diego Maradona        |
| 1986    | Diego Maradona        | Manuel Amoros        | Gary Lineker          |
| 1987    | Diego Maradona        | Marco van Basten     | Jean Tigana           |
| 1988    | Marco van Basten      | Ruud Gullit          | Diego Maradona        |
| 1989    | Marco van Basten      | Ruud Gullit          | Jean-Pierre Papin     |
| 1990    | Lothar Matthäus       | Salvatore Schillaci  | Jean-Pierre Papin     |
| 1991    | Jean-Pierre Papin     | Chris Waddle         | Lothar Matthäus       |
| 1992    | Christo Stoitschkow   | Marco van Basten     | Jean-Pierre Papin     |
| 1993    | Roberto Baggio        | Alen Bokšić          | Romário               |
| 1994    | Romário               | Christo Stoitschkow  | Roberto Baggio        |
| 1995    | George Weah           | Roberto Baggio       | Paolo Maldini         |
| 1996    | Éric Cantona          | George Weah          | Matthias Sammer       |
| 1997    | Ronaldo               | Zinédine Zidane      | Marco Simone          |
| 1998    | Zinédine Zidane       | Fabien Barthez       | Emmanuel Petit        |
| 1999    | Rivaldo               | David Beckham        | Zinédine Zidane       |
| 2000    | Zinédine Zidane       | Luís Figo            | Thierry Henry         |
| 2001    | Zinédine Zidane       | Michael Owen         | Robert Pires          |
| 2002    | Ronaldo               | Zinédine Zidane      | Ronaldinho            |
| 2003    | Thierry Henry         | Zinédine Zidane      | David Beckham         |
| 2004    | Didier Drogba         | Thierry Henry        | Ronaldinho            |
| 2005    | Ronaldinho            | Steven Gerrard       | Thierry Henry         |
| 2006    | Thierry Henry         | Ronaldinho           | Franck Ribéry         |
| 2007    | Kaká                  | Cristiano Ronaldo    | Didier Drogba         |
| 2008    | Cristiano Ronaldo     | Lionel Messi         | Franck Ribéry         |
| 2009    | Lionel Messi          | Cristiano Ronaldo    | Andrés Iniesta        |
| 2010/11 | Lionel Messi          | Cristiano Ronaldo    | Xavi                  |
| 2011/12 | Lionel Messi          | Cristiano Ronaldo    | Falcao                |
| 2014/15 | Antoine Griezmann     | Paul Pogba           | Alexandre Lacazette   |
| 2016/17 | Cristiano Ronaldo     | Lionel Messi         | Antoine Griezmann     |
| 2017/18 | Lionel Messi          | Mohamed Salah        | Cristiano Ronaldo     |
| 2018/19 | Sadio Mané            | Lionel Messi         | Kylian Mbappé         |
| 2020/21 | Karim Benzema         | Lionel Messi         | Robert Lewandowski    |
| 2021/22 | Karim Benzema         | Sadio Mané           | Robert Lewandowski    |
| 2022/23 | Erling Haaland        | Karim Benzema        | Kylian Mbappé         |

### Trainer
| Jahr    | Onze d’or        |
| 1991    | Raymond Goethals |
| 1992    | Johan Cruyff     |
| 1993    | Raymond Goethals |
| 1994    | Johan Cruyff     |
| 1995    | Louis van Gaal   |
| 1996    | Guy Roux         |
| 1997    | Marcello Lippi   |
| 1998    | Aimé Jacquet     |
| 1999    | Alex Ferguson    |
| 2000    | Arsène Wenger    |
| 2001    | Gérard Houllier  |
| 2002    | Arsène Wenger    |
| 2003    | Arsène Wenger    |
| 2004    | Arsène Wenger    |
| 2005    | José Mourinho    |
| 2006    | Frank Rijkaard   |
| 2007    | Alex Ferguson    |
| 2008    | Alex Ferguson    |
| 2009    | Pep Guardiola    |
| 2010/11 | Pep Guardiola    |
| 2011/12 | Pep Guardiola    |
| 2014/15 | Hubert Fournier  |
| 2016/17 | Zinédine Zidane  |
| 2017/18 | Zinédine Zidane  |
| 2018/19 | Jürgen Klopp     |
| 2020/21 | Zinédine Zidane  |
| 2021/22 | Carlo Ancelotti  |
| 2022/23 | Carlo Ancelotti  |

## Super Onze d’or
Anlässlich der 20. Ausgabe der Wahl wurde 1995 eine spezielle Wahl durchgeführt, bei der unter den bisherigen Titelträgern der beste Spieler ausgewählt wurde. Michel Platini gewann diese Wahl deutlich mit 74 % aller abgegebenen Stimmen vor Marco van Basten, der 10 % der Stimmen erhielt. Mit jeweils fünf, vier und drei Prozent Stimmenanteil folgten auf den weiteren Plätzen Diego Maradona, Roberto Baggio und Romário.